# جنبش حامی هسته‌ای

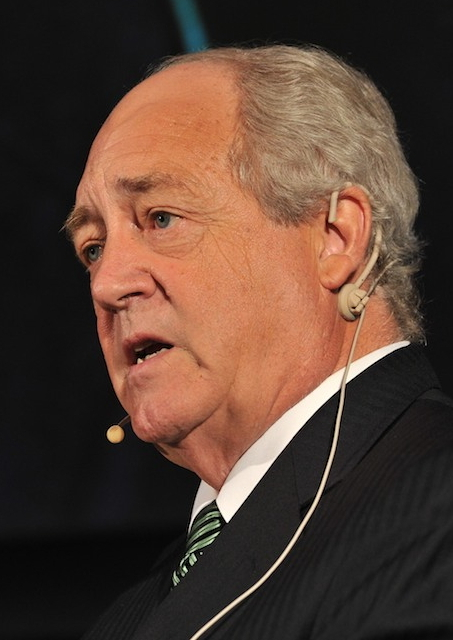
پتریک مور در سال 2009. مور در دهه ۱۹۷۰ مخالف توان هسته ای بود ولی موافق آن شده‌است.

در فهم مردم نسبت به مسائل پیرامون توان هسته‌ای، از جمله خود این فناوری، تغییر اقلیم و امنیت انرژی گوناگونی زیادی وجود دارد. حامیان انرژی هسته ای بر این باورند که توان هسته‌ای یک منبع انرژی تجدیدپذیر است که انتشار کربن را کم و امنیت انرژی را با کاهش وابستگی به منابع انرژی وارداتی زیاد می‌کند. مخالفین معتقدند که توان هسته ای تهدیدات بسیاری را متوجه مردم و محیط زیست می‌کند. با این که بسیاری از سازمان‌های حامی محیط زیست به‌طور تاریخی مخالف توان هسته‌ای بوده‌اند، برخی از آن‌ها و نیز برخی دانشمندان حامی آنند.